# Киприан (патриарх Александрийский)
Патриа́рх Киприа́н (греч. Πατριάρχης Κυπριανός; около 1723, Кипр — до 20 июня 1783, Константинополь) — Александрийский патриарх (22 июля 1766—1783).

## Биография
Родом с Кипра. Обучался в церковной школе Патмиада под руководством видного греческого просветителя преподобного Макария (Калогеры) и преподобного Герасима Византийского, а с 1742 года — в Янине у Евгения (Булгариса), с которым в 1753 году отправился на Афон и продолжил обучение в Афониаде; там же начал преподавать. Затем он прибыл в Константинополь и при патриархе Кирилле V (1748—1751, 1752—1757), будучи уже в сане иеродиакона, получил назначение дидаскалом Патриаршей академии в Ксирокрини. Старший современник Киприана Сергий Макреос, писатель и схоларх Великой школы нации в Константинополе, характеризовал его как ревнителя правой веры, мужа ученого, разумного, великодушного, благородного и добродетельного. Киприан был одним из наиболее образованных людей своей эпохи; согласно Георгиосу Завирасу, он написал «Церковную историю».
В начале 1761 года в Константинополе иеродиакон Киприан был избран преемником Кипрского архиепископа Паисия (1759—1766), покинувшего остров. Киприан предпочёл, чтобы его хиротония была совершена не в Константинополе, а на Кипре, согласно кипрской традиции византийского периода. В марте 1761 году он прибыл на Кипр, который находился в крайне тяжёлом экономическом положении после нашествия саранчи и эпидемии чумы, однако, чтобы заплатить за своё избрание обещанную туркам сумму, Киприан был вынужден увеличить сборы с верующих и с монастырей. Эта мера стала причиной его непопулярности на Кипре. Его хиротония и интронизация так и не состоялась или из-за противодействия кипрских иерархов. К тому же архиепископ Паисий не отрекался от кафедры и продолжал считать себя предсостелем Кипрской церкви. Проведя на острове 9 месяцев и оказавшись в долгах, Киприан отрёкся от кафедры. Киприоты направили в Константинопольскую Патриархию жалобу на злоупотребления Киприана, в том числе на вымогательство у Киккского монастыря 1 тысячи гроссов. Возвращенный 23 апреля 1762 года архиепископ Паисий обнаружил, что долг Архиепископии составил 84 тысячи гроссов. В связи с этим Киприан в июле 1762 году был отлучён от Церкви.
После снятия отлучения иеродиакон Киприан был принят на служение в Александрийскую православную церковь, где получил священническую хиротонию и титул архимандрита. По некоторым данным вновь занимал должность дидаскала в Константинополе. В мае 1766 года Александрийский патриарх Матфей Псалт (1746—1766), находясь в Константинополе, отправил в Египет послание, в котором сообщал о своём намерении ввиду телесной немощи отречься от престола и указывал в качестве своего преемника архимандрита Киприана, обещая в случае утверждения его кандидатуры взять все расходы, связанные с хиротонией, на себя. 9 июля 1766 года кандидатура архимандрита Киприана была утверждена в Константинополе, и в храме святых Таксиархов (Чиноначальников) в Мега-Ревма (ныне Арнавуткёй в черте Стамбула) состоялась его епископская хиротония с возведением в сан патриарха. О своём избрании Патриарх Киприан сообщил в окружном послании от 12 июля 1766 года, а 24 октября того же года он прибыл в Египет.
Многое сделал для поддержания церковной жизни и образования: восстановил греческую школу в Каире и основал новые училища; выделил средства для реставрации монастыря великомученика Георгия Победоносца в Старом Каире, на ремонт синодикона Патриархии в квартале Харти-Руми (ныне Харат-эр-Рум) в Новом Каире и строений Патриархии в городах Розетта (ныне Рашид) и Дамиетта (ныне Думьят), расположенных в дельте Нила; восстановил церковь великомученика Георгия Победоносца в Пелусии (ныне Телль-эль-Фарама), церковь святителя Николая Чудотворца в Каире и монастырь преподобного Саввы Освященного в Александрии. Для поддержания материального положения Патриархии Патриарх Киприан передал александрийский метох (подворье) на острове Крит в аренду в епископу Иерской епархии, на территории которой располагалось это подворье.
Патриарх Киприан, как и другие предстоятели Александрийской православной церкви того периода подолгу отсутствовал в Египте, в связи с чем некому было рукополагать новых клириков вместо умерших. В связи с этим Патриарх Киприан благословил архиепископа Синайского совершать вместо него рукоположение священников и диаконов, а затем для решения административных вопросов был хиротонисан митрополит Ливийский.
В 1780 году Патриарх Киприан активно вмешался в «синайский вопрос», добиваясь через «манифест», обращенный к Константинопольскому патриарху, членам Священного Синода и властям, включить монастырь великомученицы Екатерины на Синае в юрисдикцию Александрийского патриархата. Одновременно Синайский монастырь прекратил получать средства от Александрийского Патриархата. Это привело к обострению отношений синаитов с Александрией.